# Bettine Jahn
Bettine Jahn (dekliški priimek Gärtz), nemška atletinja, * 3. avgust 1958, Magdeburg, Vzhodna Nemčija.
Nastopila je na poletnih olimpijskih igrah leta 1980 in dosegla sedmo mesto v teku na 100 m z ovirami. Na svetovnih prvenstvih je v isti disciplini osvojila naslov prvakinje leta 1983, na evropskih dvoranskih prvenstvih pa naslov prvakinje v teku na 60 m z ovirami leta 1983 in podprvakinje leta 1982. 